# Sandonà Calcio 2000-2001
Questa voce raccoglie le informazioni riguardanti il Sandonà Calcio nelle competizioni ufficiali della stagione 2000-2001.

## Rosa
| N. |                   | Ruolo | Calciatore               |
| -- | ----------------- | ----- | ------------------------ |
|    | Italia (bandiera) | D     | Nicola Artusi            |
|    | Italia (bandiera) | C     | Jerry Basso              |
|    | Italia (bandiera) | D     | Davide Benedetto         |
|    | Italia (bandiera) | P     | Francesco Bison          |
|    | Italia (bandiera) | A     | Nicola Bisso             |
|    | Italia (bandiera) | D     | Antonio Cadeddu          |
|    | Italia (bandiera) | C     | Alessandro Canella       |
|    | Italia (bandiera) | D     | Alen Carli               |
|    | Italia (bandiera) | C     | Davide Cecchin           |
|    | Italia (bandiera) | A     | Francesco Cominotto      |
|    | Italia (bandiera) | P     | Marco Conte              |
|    | Italia (bandiera) | A     | Dario Cropano            |
|    | Italia (bandiera) | D     | Massimiliano Dal Compare |
|    | Italia (bandiera) | D     | Jacopo Dei Rossi         |
|    | Italia (bandiera) | D     | Alberto Faloppa          |
|    | Italia (bandiera) | P     | Mauro Guiotto            |

| N. |                   | Ruolo | Calciatore               |
| -- | ----------------- | ----- | ------------------------ |
|    | Italia (bandiera) | A     | Pablo Martin Jazgevicius |
|    | Italia (bandiera) | A     | Giuseppe Maccarone       |
|    | Italia (bandiera) | C     | Marcelo Mateos           |
|    | Italia (bandiera) | C     | Alessandro Milan         |
|    | Italia (bandiera) | D     | Marco Moauro             |
|    | Italia (bandiera) | C     | Federico Morassutti      |
|    | Italia (bandiera) | A     | Juan Gustavo Nikitiuk    |
|    | Italia (bandiera) | C     | Roberto Pinnanossai      |
|    | Italia (bandiera) | P     | Nicola Riato             |
|    | Italia (bandiera) | C     | Andrea Stampetta         |
|    | Italia (bandiera) | A     | Simone Temporini         |
|    | Italia (bandiera) | D     | Enrico Villa             |
|    | Italia (bandiera) | D     | Andrea Vincenzi          |
|    | Italia (bandiera) | D     | Ivano Visintin           |
|    | Italia (bandiera) | D     | Cristian Andreuzza       |
|    | Italia (bandiera) | C     | Giorgio Zamuner          |

## Risultati

### Campionato

#### Girone di andata
| 3 settembre 2000 1ª giornata | San Donà | 1 – 1 | Cremonese |  |

| 10 settembre 2000 2ª giornata | Legnano | 1 – 0 | San Donà |  |

| 17 settembre 2000 3ª giornata | San Donà | 0 – 0 | Biellese |  |

| 24 settembre 2000 4ª giornata | Novara | 0 – 0 | San Donà |  |

| 1º ottobre 2000 5ª giornata | Fiorenzuola | 1 – 1 | San Donà |  |

| 8 ottobre 2000 6ª giornata | San Donà | 1 – 1 | Mantova |  |

| 15 ottobre 2000 7ª giornata | Triestina | 4 – 0 | San Donà |  |

| 22 ottobre 2000 8ª giornata | San Donà | 2 – 0 | Moncalieri |  |

| 29 ottobre 2000 9ª giornata | Südtirol | 1 – 1 | San Donà |  |

| 5 novembre 2000 10ª giornata | San Donà | 0 – 1 | Padova |  |

| 12 novembre 2000 11ª giornata | Pro Sesto | 1 – 0 | San Donà |  |

| 26 novembre 2000 12ª giornata | San Donà | 1 – 3 | Meda |  |

| 3 dicembre 2000 13ª giornata | Pro Vercelli | 2 – 0 | San Donà |  |

| 10 dicembre 2000 14ª giornata | San Donà | 0 – 1 | Mestre |  |

| 17 dicembre 2000 15ª giornata | Pro Patria | 2 – 1 | San Donà |  |

| 23 dicembre 2000 16ª giornata | San Donà | 0 – 1 | Montichiari |  |

| 7 gennaio 2001 17ª giornata | Sassuolo | 2 – 2 | San Donà |  |

#### Girone di ritorno
| 14 gennaio 2001 18ª giornata | Cremonese | 3 – 0 | San Donà |  |

| 21 gennaio 2001 19ª giornata | San Donà | 0 – 0 | Legnano |  |

| 23 gennaio 2001 20ª giornata | Biellese | 3 – 0 | San Donà |  |

| 4 febbraio 2001 21ª giornata | San Donà | 0 – 1 | Novara |  |

| 11 febbraio 2001 22ª giornata | San Donà | 0 – 0 | Fiorenzuola |  |

| 18 febbraio 2001 23ª giornata | Mantova | 2 – 0 | San Donà |  |

| 25 febbraio 2001 24ª giornata | San Donà | 1 – 1 | Triestina |  |

| 11 marzo 2001 25ª giornata | Moncalieri | 0 – 0 | San Donà |  |

| 18 marzo 2001 26ª giornata | San Donà | 1 – 1 | Südtirol |  |

| 25 marzo 2001 27ª giornata | Padova | 1 – 0 | San Donà |  |

| 1º aprile 2001 28ª giornata | San Donà | 1 – 1 | Pro Sesto |  |

| 8 aprile 2001 29ª giornata | Meda | 4 – 0 | San Donà |  |

| 14 aprile 2001 30ª giornata | San Donà | 0 – 1 | Pro Vercelli |  |

| 22 aprile 2001 31ª giornata | Mestre | 2 – 1 | San Donà |  |

| 29 aprile 2001 32ª giornata | San Donà | 1 – 1 | Pro Patria |  |

| 6 maggio 2001 33ª giornata | Montichiari | 0 – 1 | San Donà |  |

| 13 maggio 2001 34ª giornata | San Donà | 2 – 3 | Sassuolo |  |